# Willemia wandae
Willemia wandae är en urinsektsart som beskrevs av Tamura och Zhao 1997. Willemia wandae ingår i släktet Willemia och familjen Hypogastruridae. Inga underarter finns listade i Catalogue of Life.